# Irena Błasińska
Irena „Rena” Błasińska z domu Kowalska (ur. 26 lipca 1912 w Krasnosielcu, zm. 16 października 2012) – członkini Szarych Szeregów, uczestniczka powstania warszawskiego.

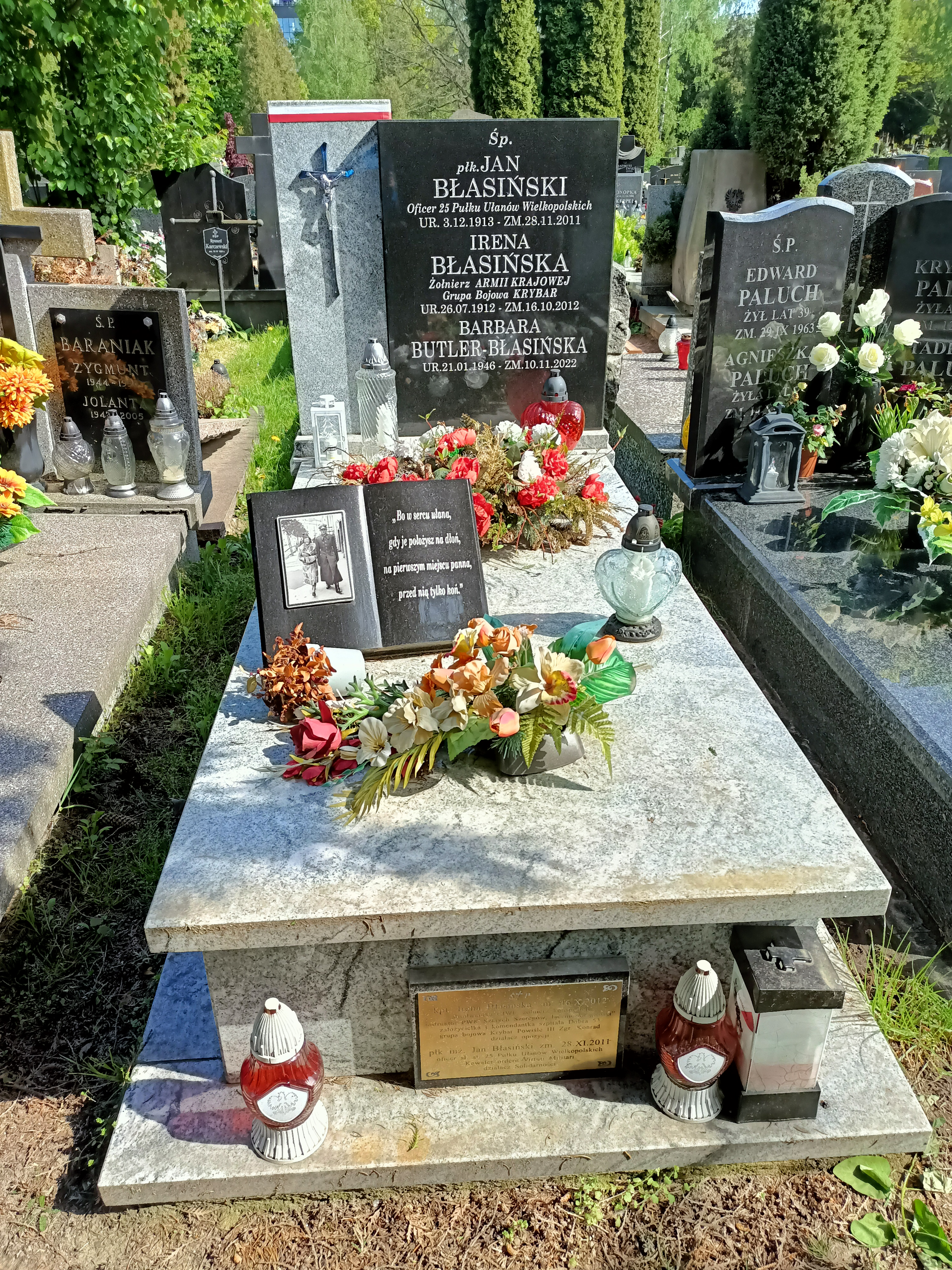
Nagrobek Jana i Ireny Błasińskich na Cmentarzu Wojskowym na Powązkach

Urodziła się w rodzinie Mieczysława i Henryki z domu Butler. Żona kawalerzysty, pułkownika 25 pułku ułanów wielkopolskich Jana Błasińskego. Działała w Szarych Szeregach, gdzie była instruktorką „przysposobienia Wojskowego Kobiet do Obrony Kraju i Ratownictwa Sanitarnego”. W czasie powstania warszawskiego pełniła funkcję sanitariuszki w Grupie Bojowej „Krybar” III Zgrupowania „Konrad” – była szefem punktu sanitarnego przy ul. Dobrej 53 róg Lipowej.
Na podstawie jej wspomnień powstał film krótkometrażowy Sanitariuszka Rena wzbogacony jej współczesnymi refleksjami.
Siostra Anieli Kowalskiej, która w czasie wojny organizowała tajne nauczanie. Matka dwóch córek – Barbary (ur. 1946) i Haliny. Pochowana na Cmentarzu Wojskowym na Powązkach w Warszawie (kwatera FII-9-4).